# Lista de jogos eletrônicos com o Homem-Aranha
Inúmeros jogos eletrônicos com o popular super-herói da Marvel Comics, Homem-Aranha, foram lançados oficialmente. Até o momento, o Homem-Aranha já apareceu em mais de quinze plataformas de jogos, incluindo aplicativos para celulares.

## Visão geral
| Título                                                            | Lançamento | Plataforma(s) | Desenvolvedora(s) | Publicadora(s)                       |
| ----------------------------------------------------------------- | ---------- | --- | --- | ------------------------------------ |
| Spider-Man                                                        | 1982       | Atari 2600, Odyssey 2 | | Parker Brothers                      |
| Questprobe featuring Spider-Man                                   | 1984       | Amstrad CPC, Apple II, C64, C16, Atari 8-bit, ZX Spectrum, IBM PC compatible                                                   | Adventure International                                                                                              | Adventure International              |
| The Amazing Spider-Man and Captain America in Dr. Doom's Revenge! | 1989       | MS-DOS, Amiga, Atari ST, Amstrad CPC, ZX Spectrum, C-64                                                                        | Paragon | Medallist                            |
| The Revenge of Shinobi                                            | 1989       | Genesis, Sega CD | Sega | Sega                                 |
| The Amazing Spider-Man                                            | 1990       | Amiga, MS-DOS, C-64, Atari ST                                                                                                  | Oxford Digital Enterprises                                                                                           | Paragon                              |
| The Amazing Spider-Man                                            | 1990       | Game Boy | Rare | LJN/Nintendo                         |
| The Punisher: The Ultimate Payback!                               | 1991       | Game Boy | Krome Studios Melbourne                                                                                              | Acclaim Entertainment                |
| Spider-Man vs. The Kingpin                                        | 1991       | Genesis, Master System, Game Gear, Sega CD                                                                                     | Technopop | Sega                                 |
| Spider-Man: The Video Game                                        | 1991       | Arcade | Sega | Sega                                 |
| The Amazing Spider-Man 2                                          | 1992       | Game Boy | Bits Studios | LJN                                  |
| Spider-Man: Return of the Sinister Six                            | 1992       | NES, Master System, Game Gear                                                                                                  | Bits Studios | LJN/Flying Edge                      |
| Spider-Man and the X-Men in Arcade's Revenge                      | 1992       | SNES, Genesis, Game Gear, Game Boy                                                                                             | Software Creations                                                                                                   | LJN/Flying Edge                      |
| The Amazing Spider-Man 3: Invasion of the Spider-Slayers          | 1993       | Game Boy | Bits Studios | LJN                                  |
| Spider-Man and Venom: Maximum Carnage                             | 1994       | SNES, Genesis | Software Creations                                                                                                   | LJN                                  |
| The Amazing Spider-Man: Lethal Foes                               | 1995       | SNES | Argent, Epoch | Epoch                                |
| Venom/Spider-Man: Separation Anxiety                              | 1995       | SNES, Genesis | Software Creations                                                                                                   | Acclaim Entertainment                |
| Spider-Man                                                        | 1995       | SNES, Genesis | Western Technologies                                                                                                 | LJN/Acclaim Entertainment            |
| The Amazing Spider-Man: Web of Fire                               | 1996       | 32X | BlueSky Software | Sega                                 |
| Spider-Man: The Sinister Six                                      | 1996       | MS-DOS | Brooklyn Multimedia                                                                                                  | Byron Preiss Multimedia              |
| Spider-Man                                                        | 2000       | PlayStation, Game Boy Color, Nintendo 64, Dreamcast, Microsoft Windows                                                         | Neversoft / Vicarious Visions (GBC) / Edge of Reality (N64) / Treyarch (DC) / LTI Gray Matter (Win)                  | Activision                           |
| Spider-Man 2: The Sinister Six                                    | 2001       | Game Boy Color | Torus Games | Activision                           |
| Spider-Man 2: Enter: Electro                                      | 2001       | PlayStation | Vicarious Visions | Activision                           |
| Spider-Man: Mysterio's Menace                                     | 2001       | Game Boy Advance | Vicarious Visions | Activision                           |
| Spider-Man                                                        | 2002       | Game Boy Advance, GameCube, Windows, PlayStation 2, Xbox                                                                       | Treyarch / LTI Gray Matter (Win) / Digital Eclipse (GBA)                                                             | Activision                           |
| X2: Wolverine's Revenge (cena deletada)                           | 2003       | Nintendo GameCube, Game Boy Advance, Microsoft Windows, Xbox, PlayStation 2                                                    | GenePool Software, LTI Gray Matter (PC), Vicarious Visions                                                           | Activision                           |
| Spider-Man 2                                                      | 2004       | Game Boy Advance, GameCube, Windows, PlayStation 2, Xbox, N-Gage, Mac OS X, Nintendo DS, PlayStation Portable                  | Treyarch / Digital Eclipse (GBA, NGE) / Foundation 9 Entertainment (Win) / Aspyr (Mac) / Vicarious Visions (DS, PSP) | Activision                           |
| Ultimate Spider-Man                                               | 2005       | Game Boy Advance, GameCube, Windows, PlayStation 2, Xbox, Nintendo DS                                                          | Treyarch / Beenox (Win) / Vicarious Visions (DS, GBA)                                                                | Activision                           |
| Spider-Man: Battle for New York                                   | 2006       | Nintendo DS, Game Boy Advance, Mobile                                                                                          | Torus Games | Activision                           |
| Spider-Man 3                                                      | 2007       | Game Boy Advance, Windows, Nintendo DS, PlayStation 2, Wii, Xbox 360, PlayStation 3, PlayStation Portable                      | Vicarious Visions / Treyarch (X360, PS3) / Beenox (Win)                                                              | Activision                           |
| Spider-Man: Friend or Foe                                         | 2007       | Windows, Nintendo DS, PlayStation 2, Wii, Xbox 360, PlayStation Portable                                                       | Next Level Games / Beenox (Win) / Behaviour Interactive (DS, PSP)                                                    | Activision                           |
| Spider-Man: Web of Shadows                                        | 2008       | Windows, Nintendo DS, PlayStation 2, PlayStation 3, PlayStation Portable, Wii, Xbox 360                                        | Shaba Games and Treyarch / Griptonite Games (DS) / Amaze Entertainment (PS2, PSP)                                    | Activision                           |
| Spider-Man: Toxic City                                            | 2009       | Mobile | Gameloft | Marvel Comics                        |
| Ultimate Spider-Man: Total Mayhem                                 | 2010       | iOS, Android | Gameloft | Gameloft                             |
| Spider-Man: Shattered Dimensions                                  | 2010       | Nintendo DS, PlayStation 3, Wii, Xbox 360, Windows                                                                             | Beenox / Griptonite Games (DS)                                                                                       | Activision                           |
| Spider-Man: Edge of Time                                          | 2011       | Nintendo 3DS, Nintendo DS, PlayStation 3, Wii, Xbox 360                                                                        | Beenox / Other Ocean Interactive (DS)                                                                                | Activision                           |
| The Amazing Spider-Man                                            | 2012       | Nintendo 3DS, Nintendo DS, PlayStation 3, Wii, Xbox 360, Android, iOS, Windows, Mobile, Wii U, Windows Phone, PlayStation Vita | Beenox / Other Ocean Interactive (DS) / Gameloft (AND, iOS, MOB, WP) / Mercenary Technology (Vita)                   | Activision                           |
| Lego Marvel Super Heroes                                          | 2013       | Nintendo 3DS, Nintendo DS, PlayStation 3, Wii, Xbox 360, Android, iOS, Windows, Mobile, Wii U, Windows Phone, PlayStation Vita | TT Game | Warner Bros. Games Feral Interactive |
| Spider-Man Unlimited                                              | 2014       | iOS, Android, Windows Phone | Gameloft | Gameloft                             |
| The Amazing Spider-Man 2                                          | 2014       | Android, iOS, Windows, Nintendo 3DS, PlayStation 3, PlayStation 4, Wii U, Xbox 360, Xbox One                                   | Beenox / Gameloft (AND, iOS) / High Voltage Software (3DS)                                                           | Activision                           |
| Lego Marvel Avengers                                              | 2015       | Nintendo 3DS, Nintendo DS, PlayStation 3, Wii, Xbox 360, Android, iOS, Windows, Mobile, Wii U, Windows Phone, PlayStation Vita | TT Game | Warner Bros. Games Feral Interactive |
| Lego Marvel Super Heroes 2                                        | 2017       | Nintendo 3DS, Nintendo DS, PlayStation 3, Wii, Xbox 360, Android, iOS, Windows, Mobile, Wii U, Windows Phone, PlayStation Vita | TT Game | Warner Bros. Games Feral Interactive |
| Marvel's Spider-Man                                               | 2018       | PlayStation 4, PlayStation 5, Microsoft Windows                                                                                | Insomniac Games | Sony Interactive Entertainment       |
| Marvel's Spider-Man: Miles Morales                                | 2020       | PlayStation 4, PlayStation 5, Microsoft Windows                                                                                | Insomniac Games | Sony Interactive Entertainment       |
| Marvel's Spider-Man 2                                             | 2023       | PlayStation 5, Microsoft Windows                                                                                               | Insomniac Games | Sony Interactive Entertainment       |
| Marvel Rivals                                                     | 2024       | Microsoft Windows, PlayStation 5, Xbox Series X/S                                                                              | NetEase | NetEase                              |